# Jan Karlsson (zapaśnik)
Jan Egon Karlsson (ur. 15 listopada 1945 w Trollhättan) – szwedzki zapaśnik walczący w obu stylach. Trzykrotny olimpijczyk. Srebrny i brązowy medalista z Monachium 1972, natomiast w Meksyku 1968 i Montrealu 1976 nie odniósł większych sukcesów w obu stylach, poza siódmą lokatą w 1976 roku w stylu klasycznym.
Zdobył dwa medale na mistrzostwach świata w 1973, a piąty w 1974. Pięciokrotny medalista mistrzostw Europy w latach 1967–1975. Osiem razy na podium mistrzostw nordyckich w latach 1969–1978.